# Murīd
Le murīd (arabe : مُرِيد) désigne, principalement dans le soufisme, le disciple ou le novice. Littéralement, le mot signifie « celui qui désire », d'où également « l'adhérent, l'aspirant ». Et ce qui est désiré est appelé murād (le désiré). L'homme est le désirant et Dieu est le désiré. Il s'agit donc d'une personne engagée sur le chemin de l'éveil spirituel, sous la conduite d'un maître appelé murshid.

## L'initiation
L'entrée dans la Voie se fait à travers une initiation au cours de laquelle le murīd et le murshid s'engagent mutuellement l'un envers l'autre, à travers un pacte appelé ʿahd (arabe : عَهْد) ou bay'a (arabe : بَيْعة) — l'un et l'autre terme appartenant au lexique coranique. Cet usage renouvelle l'entrée dans l'islam qui se faisait sous la forme d'un pacte au cours duquel le Prophète posait sa main droite au-dessus de la main du nouveau musulman qui la baisait.
Ce pacte est mutuel : le terme bay'a vient de la racine B-Y-' qui donne l'idée d'un accord entre un vendeur et un acheteur. Le signe de cette initiation était fréquemment matérialisé par une pièce de tissu, la khirqa, et le disciple s'en voyait revêtu par le maître. Initialement, cette khirqa se transmettait à des disciples avancés (car elle manifestait la transmission d'un véritable état spirituel). Cet acte manifeste aussi le lien avec le fondateur de l'ordre le lien du disciple avec lui (silsila). Cette pratique n'est plus très courante actuellement[Depuis quand ?].
Lors de la période d'initiation, le murīd éprouve des visions et des rêves au cours d'exercices spirituels personnels. Ces visions seront interprétées par son murshid.
Le murīd reçoit des livres d'instruction du murshid qui l'accompagne.